# Mandoli, Belgaum
Mandoli là một làng thuộc tehsil Belgaum, huyện Belgaum, bang Karnataka, Ấn Độ.